# Aisne (departma)
Aisne (oznaka 02) je francoski departma, imenovan po reki Aisne, ki teče skozenj. Nahaja se v regiji Pikardiji.

## Zgodovina
Departma je bil ustanovljen v času francoske revolucije 4. marca 1790 iz delov ozemelj nekdanjih pokrajin Île-de-France, Pikardije in Šampanje.

## Geografija
Aisne leži v vzhodnem delu regije Pikardije. Na zahodu meji na departmaja Oise in Somme na severu na departma regije Nord-Pas-de-Calais Nord in Belgijo, na vzhodu na departmaja regije Šampanja-Ardeni Ardennes in Marne, na jugu pa meji na Seine-et-Marne (Île-de-France).

## Upravna delitev
1. ↑  »Répertoire national des élus: les conseillers départementaux«. data.gouv.fr, Plateforme ouverte des données publiques françaises (v francoščini). 4. maj 2022.